# 洲仔尾 (臺南市)
洲子尾，又作洲仔尾，為臺灣府城近郊之地名，今屬臺南市永康區。其原為台江內海的港澳，台灣發展早期最早開墾地之ㄧ，與鹿耳門、赤崁、台員互為鼎足。在明鄭及清初時，洲仔尾是臺南頗繁榮的地區，曾發展製鹽產業，清治時期為北路官道必經之地。然隨曾文溪潰決而鹽田覆沒、臺江內海逐漸陸化，洲仔尾失去港口機能而沒落。
此地以鄭成功墓故址聞名，部分史學家也認為鄭成功攻臺之役時亦在此地上陸；今成為臺南都會區之一部份，不復舊貌。

## 歷史
洲仔尾早期為台江內海的港口，昔與鹿耳門、赤崁（現臺南）、台員（現安平）為互為犄角，中挾臺江內海，形成了四個重點，為兵家攻守必爭之地。在明鄭及清治初期，洲仔尾是武定理內最大的村落，其盛產魚鹽，曾為清代欲由府城欲往北上直達諸羅縣（今嘉義）的快速道路──官道──所行經之處。
洲仔尾盛產魚鹽，清代首任台灣府知事蔣毓英於此開闢洲仔尾鹽場，為清執政後第一個在臺鹽場（明鄭時期有開闢瀨口鹽場），分為「北場」、「洲南場」。洲仔尾自設鹽田後，人潮來往、日益繁榮，其場東邊逐漸形成村落，稱曰鹽行，起名由來為「行者為昔時商郊，以鹽為商者之集故名曰鹽行」。 
在乾隆至道光年間，因颱風來襲、水災泛濫，洲南與洲北兩鹽場均遭淹毀，鹽田逐漸轉移搬移至他處。道光初年的颱風水災造成的臺江內海河道變遷，以及同期曾文溪以南的海岸快速陸化，鹽田漸不復見，洲仔尾一帶因此日趨沒落，不過鹽行反過來成周遭一帶主要村落。

## 與明鄭政權關係
1661年，鄭經率軍經鹿耳門由洲仔尾登陸。據聞在於洲仔尾，有鄭經建別墅，陳永華亦在此建花園。

### 鄭成功之墓
臺灣府誌曰：「鄭成功墓，在武定里洲仔尾，男經附焉，後奉旨遷葬內地南安縣」。鄭成功死後葬於洲仔尾，後於康熙廿二年（1683年）施琅攻臺、鄭克塽降清後，鄭成功骸骨始遷葬故鄉福建南安，原留在臺之墓圯毀。

## 洲仔尾斷腳石馬
日本時代1933年，時任臺南州州立臺南一中教諭的日籍教師前島信次，以「關於鄉土歷史、傳說、迷信」為該年學生暑期史蹟田野調查報告的主題，其中一位學生小林悅郎以洲仔尾地區石馬傳說為作業，寫道：「傳說在三崁店附近的洲仔尾小聚落，有一個大有來頭的古墓，墓庭立有兩隻石馬，因夜時經常損毀農作物，所以距今約百年前，石馬就被埋入地下。」
前嶋信次與同事野田八平、鹽塚勝之，以及錦町坂本寫真館主坂本憲章、本土學者石暘睢等人，遂一起前往洲仔尾地區踏查。於11月底發現五尺高的石柱，然後在石柱不遠處雜草發現被沙土掩埋的墳墓，墓碑刻有「嘉慶丁卯年修、聖旨欽賜祭葬人祀昭忠祠軍功遊府加都閫府世襲雲騎尉罔替鄭府君佳塋」字樣，並在地下六尺處發現一隻石馬，長六尺、高四尺，重1500餘斤。在得到業主唐全祿的允諾後，送到安平史料館陳列，後移至赤嵌樓的文昌閣前。發現石馬的墓，為清治時期協助官方平息林爽文事件的鄭其仁之墓。
1970年代，由石萬壽、郭德鈴與周泰宏等人，於洲仔尾地區今洲尾街41巷10號南良實業公司大門內，挖到鄭其仁墓及另一匹斷足石馬。目前第二匹石馬與墳墓華表，存放於鹽行天后宮。

## 廟宇
- 鹽行天后宮：該廟原先位在洲仔尾，故原稱「洲仔尾天后宮」。[13]
- 洲仔尾保寧宮

## 傳說
- 四月二十二，買無豆乾來作忌：傳說在道光元年（1821年）四月二十二日，洲仔尾人到臺江內海捕蟶，結果有海嘯襲來，令居民死傷慘重，而洲仔尾也因而衰敗，此次災情又稱「白蟶仔報」。[14]日後倖存者在此日要祭祖時，因為所需的供品相當多，當天市場上的東西幾乎會全被買光，連豆乾也買不到，因而有諺語「四月二十二，買無豆乾來作忌」。[14]